# Косоногов Йосип Йосипович
Косоногов Йосип Йосипович (31 березня 1866, станиця Кам'янська — 22 березня 1922) — український фізик, геофізик, метеоролог, ординарний професор Київського університету, академік ВУАН.

## Біографія
Народився 31 березня 1866 року в станиці Кам'янська Області Війська Донського (тепер місто Каменськ-Шахтинський Ростовської області, Росія) в сім'ї козака. Самостійно навчився читати у чотири роки, в шість з половиною вже навчався в училищі, а згодом — у Каменській прогімназії.
Закінчив у 1889 році фізико-математичний факультет Університету святого Володимира. Працював асистентом на кафедрі фізики. У 1895—1902 роках керував Метеорологічною обсерваторією та Придніпровською метеорологічною мережею. У 1901 році після захисту магістерської дисертації рос. «К вопросу о диэлектриках» призначений екстраординарним професором кафедри фізики. У 1903—1922 роках працював в Університеті святого Володимира на посаді професора, завідувача кафедри фізичної географії — по професору Миколі Шіллеру. Завідував кабінетом фізичної географії. У 1904 році захистив докторську дисертацію рос. «Оптический резонанс как причина избирательного отражения и поглощения света», став ординарним професором. У 1904—1922 роках керував роботою кафедри теоретичної фізики та фізичною лабораторією. Викладав курси фізики для студентів медичного факультету, курси експериментальної та теоретичної фізики для студентів фізико-математичного факультету, метеорології, фізичної географії.
Косоноговим надруковані курси лекцій «Засади фізики», «Теорія світла», написані книги для середньої школи «Концентричний підручник фізики для середніх навчальних закладів», «Перші бесіди з фізики», «Початкова фізика. Курс першого ступеня». Неодноразово ставив питання про заснування при Київському університеті Фізичного інституту. У 1914—1916 роках викладав фізичну географію на курсах підвищення кваліфікації учителів-географів Києва. Ініціатор видання сільськогосподарського бюлетеня Метеорологічної обсерваторії, а також окремого видання про стан цукробурякових плантацій. У 1922 році обраний академіком ВУАН.

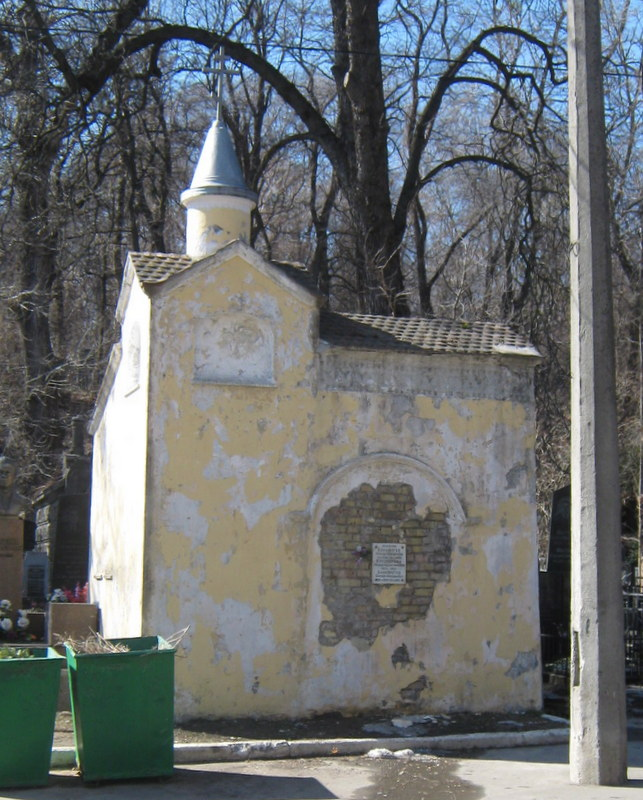
Склеп родини Косоногових

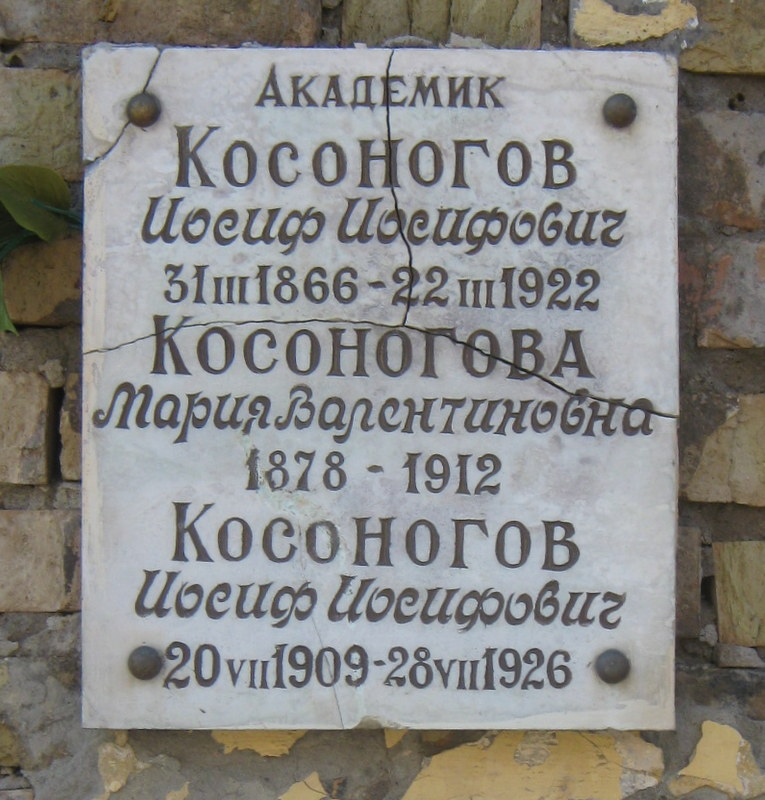
Табличка на склепі

Помер у Києві  22 березня 1922 року, не доживши дев'яти днів до свого 56-го дня народження. Був похований в одному склепі з дружиною Марією Валентинівною на Байковому кладовищі (ділянка № 7). У 1926 році в цьому ж склепі було поховано його сина Йосипа Йосиповича Косоногова-молодшого.

## Наукові праці
Сфера наукової діяльності: дослідження з фізики діелектриків, електричних коливань, оптичного резонансу, метеорології і фізичної географії. Вивчав річний хід тривалості сонячного сяйва, інтенсивність нічного випромінювання, а також залежність розвитку цукрових буряків та їх врожаю від температури і вологості повітря, атмосферних опадів, хмарності та інших метеорологічних величин. Найважливіші наукові праці стосуються дослідження оптичного резонансу та електролізу за допомогою ультрамікроскопу.
Основні праці:
1. (рос.) Атмосферное електричество и земной магнетизм. — К., 1898.
2. (рос.) Концентрический учебник физики. — М., 1914.
3. (рос.) Экспериментальные приемы определения диэлектрических коэффициентов. — СПб., 1903.
4. (рос.) Оптический резонанс. — К., 1898.
5. (рос.) Продолжительность солнечного сияния в Киеве за 1894—1897 годов. — К., 1898.
6. (рос.) Основания физики. — К., 1914, 1919.